# Eastern Air Lines
Eastern Air Lines (EAL) — нині скасована авіакомпанія США, існуюча з 1927 по 1991 роки. Входила до складу «Великої четвірки», будучи однією з найбільших авіакомпаній країни, а основним аеропортом був Маямі (штат Флорида). У 1980-х роках виконувала велика кількість рейсів уздовж східного узбережжя США і в Вест-Індію, займаючи за пасажиропотоком перше місце в світі. Але через що почалися наприкінці того ж десятиліття фінансових проблем, в 1991 році оголосила себе банкрутом і була закрита. Значна частина флоту згодом була викуплена American Airlines і Delta Air Lines.

## Історія

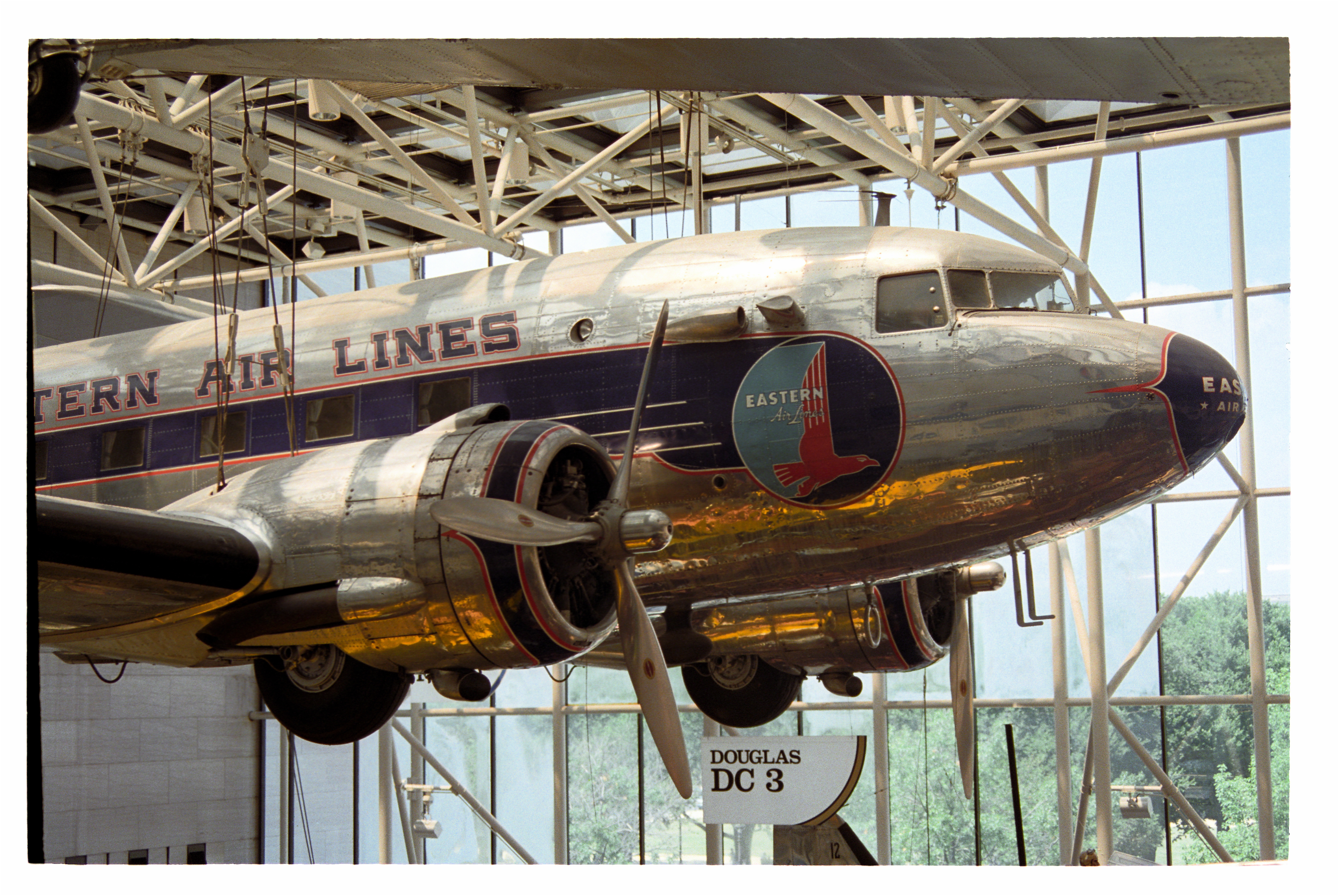
Douglas DC-3

15 вересня 1927 року невелика авіабудівна компанія Pitcairn Aircraft Company об'єдналася з приватною авіакомпанією Florida Airways, утворивши нову авіакомпанію, якій присвоїли назву Pitcairn Aviation, Inc.. Літаки Pitcairn переважно виконували поштові перевезення між Атлантою і Нью-Йорком, а на 1929 рік флот авіакомпанії становив з трьох Ford Trimotor і двох Fokker F-X, коли її придбав ас Першої світової війни Клемент Кейс (англ. Clement Keys), який також був власником газети The Wall Street Journal і авіабудівної компанії North American Aviation. Pitcairn Aviation перетворюється в холдингову компанію, а 17 січня 1930 року була перейменована в Eastern Air Transport, Inc. (EAT).
Eastern Air Transport мала вже більш широку мапу маршрутів, а її літаки тепер літали в Атланту, Бостон, Маямі та Ричмонд. Далі протягом 1930-х років вона продовжує поглинати інші авіакомпанії, продовжуючи розширювати мережу маршрутів. Також авіакомпанія укладає контракти на перевезення пошти зі ставкою нижче, ніж у конкурентів, тим самим переманюючи клієнтів. У 1938 році колишній льотчик Эдди Рикенбакер від особи General Motors викуповує Eastern у North American за 800 тисяч доларів. Тоді ж в авіакомпанію починають надходити перші Douglas DC-2 і саме Eastern почала виконувати рейси на цих літаках в столицю країни — Вашингтон (округ Колумбія). Авіакомпанія починає рости все сильніше.

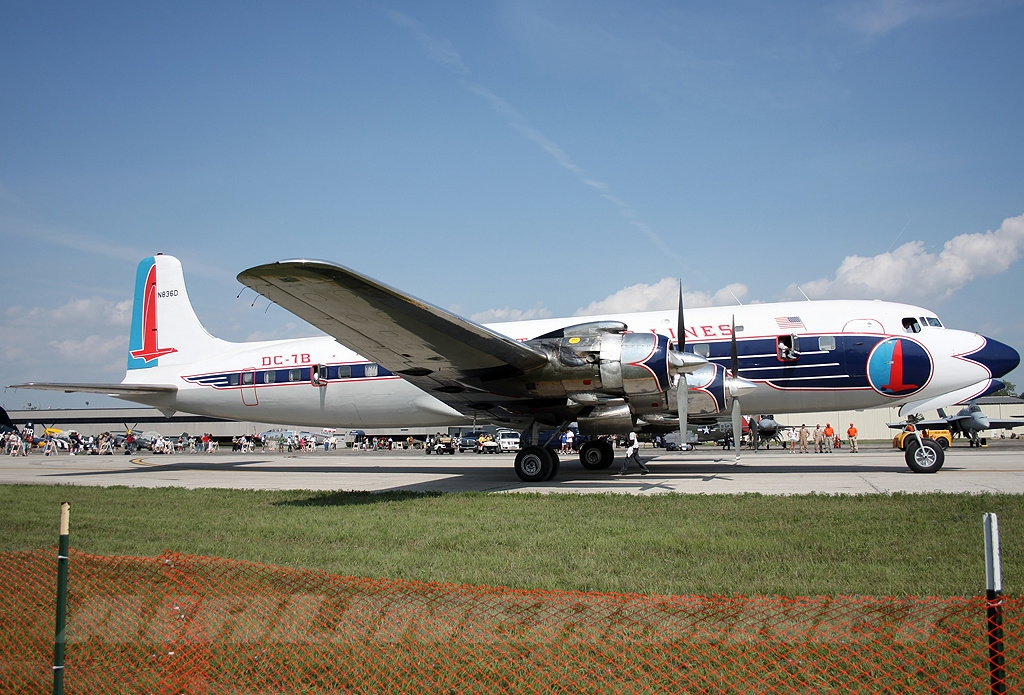
Douglas DC-7

У період Другої світової війни флот Eastern збільшується для того, щоб справлятися з збільшеними перевезеннями, так як до цивільних додалися і військові. Тепер основу флоту становили вже Curtiss C-46 Commando. В результаті до закінчення війни авіакомпанія стала значно більшою. У 1950-ті роки застарілі літаки почали замінювати на більш сучасні, місткі і швидкі Lockheed L-1049 Super Constellation, які могли перевозити до сотні пасажирів. Також в 1956 році купується канадська Colonial Airlines, завдяки чому тепер літаки Eastern почали виконувати польоти в канадські міста — Монреаль і Оттави. 23 липня 1957 року почали виконуватися польоти в Мексику на літаках Douglas DC-7.

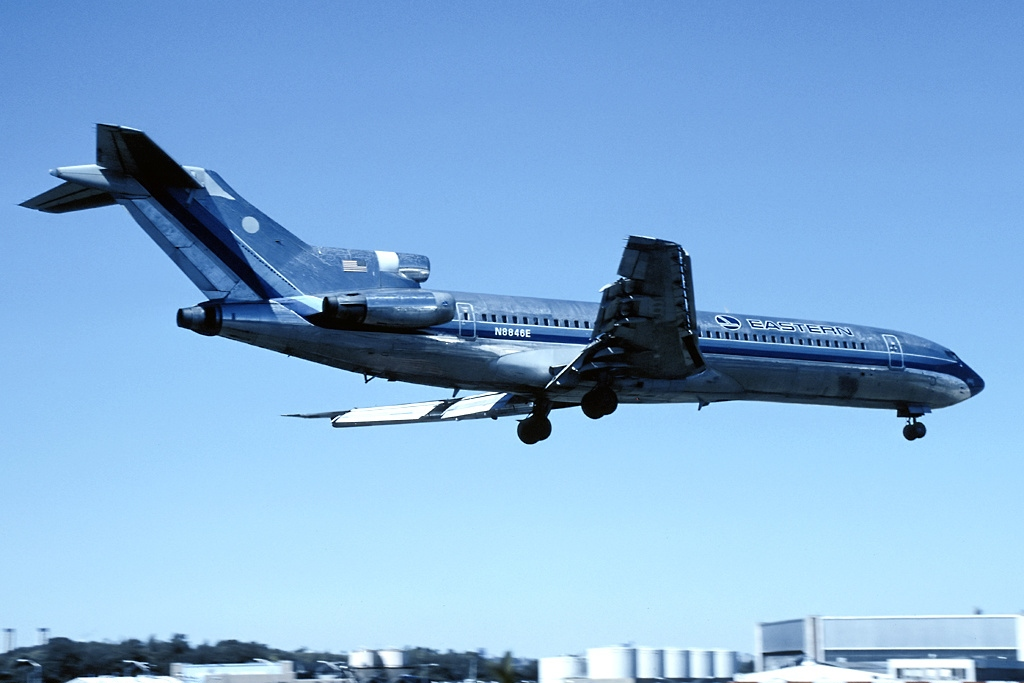
Boeing 727

Eastern Air Lines також однією з перших входить в реактивну еру, в тому числі саме вона першою з «Великої четвірки» придбала реактивні Boeing 727, а з 1 лютого 1964 року ці лайнери почали працювати на маршруті Філадельфія—Вашингтон—Маямі. З лютого 1965 року авіакомпанія також почала експлуатувати Douglas DC-9. 31 грудня 1963 року Едді Рікенбакер покидає свій пост керівника авіакомпанії, який обіймав до цього 25 років. У 1971 році була придбана невелика карибська Caribair, що дозволило виконувати польоти на Пуерто-Рико. Також двома роками раніше, з 21 вересня 1969 року, Eastern стала виконувати польоти в Лос-Анджелес, тим самим почавши останньої з «Великої четвірки» здійснювати трансконтинентальні рейси.

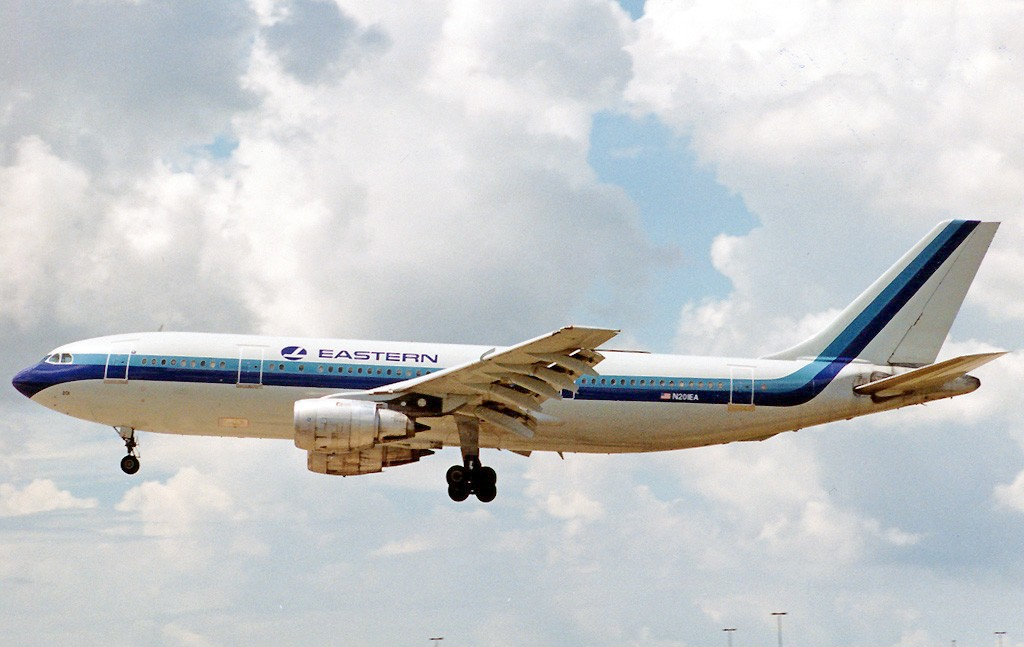
Airbus A300

Навесні 1978 року були придбані 23 нових Airbus A300 європейського виробництва. Це були перші літаки Airbus на північноамериканському континенті.
У 1980-х роках в авіакомпанії починаються фінансові труднощі, в тому числі стали рости фінансові витрати, а на 1985 рік борги з виплат становили вже 3,5 мільярда доларів. У березні 1986 року, після довгих переговорів, за 615 мільйонів доларів EAL придбала компанія Texas Air, до того часу вже володіла Continental Airlines. Але Texas Air на найбільш вигідних напрямках ввела літаки Continental Airlines. Це тільки прискорило кінець Eastern Air Lines, через що вона була змушена продавати літаки і звільняти значне число співробітників. У 1991 році авіакомпанія оголосила себе банкрутом і 18 січня того ж року була скасована.

## Великі події
Найбільш великі події, що відбулися з літаками авіакомпанії Eastern: